# HSV 색 공간
HSV 색 공간 또는 HSV 모델은 색을 표현하는 하나의 방법이자, 그 방법에 따라 색을 배치하는 방식이다. 색상(Hue), 채도(Saturation), 명도(Value)의 좌표를 써서 특정한 색을 지정한다. 비슷한 것으로 HSL(Lightness), HSI(Intensity) 등이 있다.

## 색상
색상값 H는 가시광선 스펙트럼을 고리모양으로 배치한 색상환에서 가장 파장이 긴 빨강을 0°로 하였을 때 상대적인 배치 각도를 의미한다. 때문에 H 값은 0°~360°의 범위를 갖고 360°와 0°는 같은 색상 빨강을 가리킨다.

## 채도
채도값 S는 특정한 색상의 가장 진한 상태를 100%로 하였을 때 진함의 정도를 나타낸다. 채도값 0%는 같은 명도의 무채색을 나타낸다.

## 명도
명도값 V는 흰색, 빨간색 등을 100%, 검은색을 0%로 하였을 때 밝은 정도를 나타낸다.

## HSV 색 공간 모형
HSV 색 공간 모형은 원기둥 또는 거꾸로 선 원뿔 모양의 입체 도형이다.

### 원기둥 모형

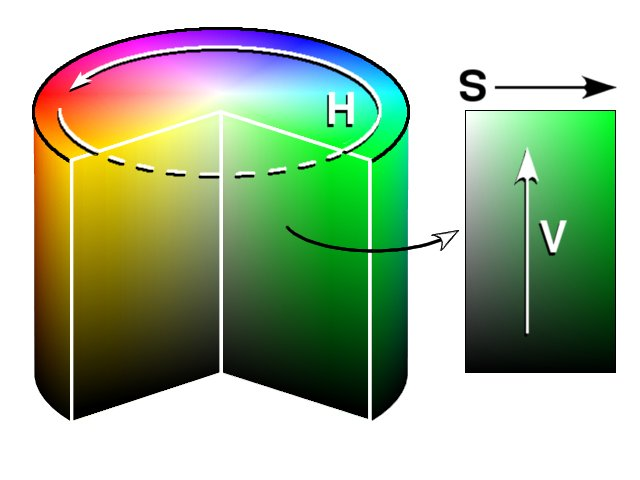
HSV 색 공간 원기둥 모형

구성요소의 정의에 따라 HSV 색 공간은 그림과 같은 원기둥으로 표현할 수 있다. 원기둥의 표면과 내부의 한 점은 하나의 색을 나타낸다.
- 색상값은 각도로 표현되며 지정한 색이 원기둥의 수평 단면의 어느 방향에 위치하는지를 지정한다.
- 채도는 반지름에 해당하며 정 중앙에 무채색이 위치하며 원기둥의 겉면은 가장 진한 채도를 갖는다.
- 명도는 높이에 해당하며 위로 갈수록 색이 밝다.

#### HSV 색 공간 지정의 예 (남색)

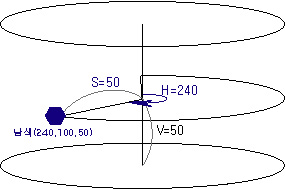
남색

남색을 예로 원기둥 모형을 설명하면 남색은 파랑과 같은 색상을 지닌 어두운 색이다.
- H: 파랑은 빨강을 기준으로 240°회전한 위치에 있다.
- S: 남색은 가장 진한 채도를 지니므로 최댓값인 100%로 표기된다.
- V: 남색은 회색과 같은 명도를 지닌다. 검정과 흰색의 중간인 50%로 표기된다.
- 좌표: 위와 같이 남색은 HSV 색 공간에 따라 좌표 (240,100,50)로 표현할 수 있다.

### 원뿔 모형

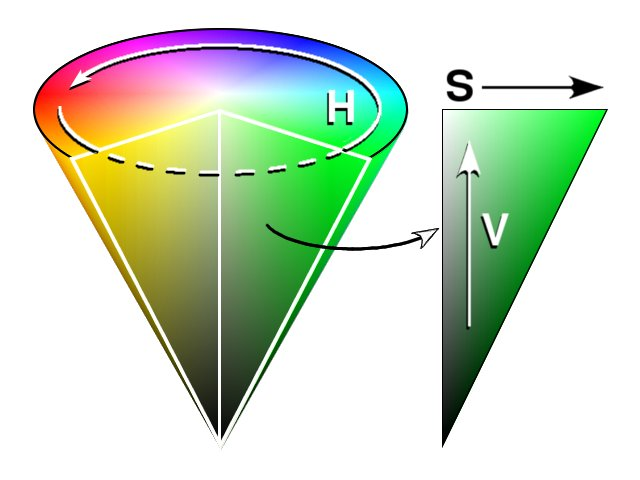
HSV 색 공간 원뿔 모형

원뿔모형은 원기둥 모형을 보다 현실적으로 수정한 것이다. 명도 0%는 오직 검정을 의미하기 때문에 단 하나의 점으로 표현되며 원뿔의 꼭짓점에 해당한다. 또한 실제 색상은 진하지 않을수록 채도값의 변화에 따른 색상 변화가 크지 않기 때문에 높은 명도에 비해 채도값이 나타내는 폭은 줄어든다. 이와 같은 사실을 원기둥 모형에 반영한 것이 원뿔모형이다. 오른쪽 그림을 보면 높은 명도에서는 넓은 폭의 채도 변화를 보이고 낮은 명도에서는 채도 변화가 크지 않은 것을 확인할 수 있다.